# 47-я танковая бригада
47-я танковая бригада — танковая бригада РККА в годы Великой Отечественной войны.
Сформирована 10 августа 1941 г. на базе 40-й тд в Костерево. По БССА — на 1 октября 1941 г. формируется в СКВО.
13 сентября 1941 г. бригадный комиссар Ерисов, Александр Трофимович был назначен комиссаром 47-й танковой бригады. Фактически ему пришлось формировать и командовать бригадой до декабря 1941 года, так как командир бригады ещё не был назначен.
Приказом НКО № 04478 от 24.12.1941 г. Командиром 47-й танковой бригады назначен Лавриненко, Матвей Илларионович. В июне 1942 г. снят с должности и отдан под суд военного трибунала, оправдан.
В сентябре 1941 г. 47-я бригада была расположена под Ростовом в районе совхоза «Гигант» и станции Трубецкая. Здесь бригада получала пополнение личным составом, автотранспортом и стрелковым вооружением. Танки Т-34 бригада получила со Сталинградского тракторного завода. Шло доукомплектование бригады. В конце декабря был назначен командир бригады полковник Матвей Лавриненко. Расформирована 1 января 1942 г.
47-я отд. танковая бригада (II формирования) сформирована на основании Директивы Зам. НКО № 724218сс от 31.03.1942 г. в Котельниково (СтлВО).
15 февраля — 28 марта 1942 г. 47-я танковая бригада формировалась в составе войск Сталинградского ВО в районе г. Сталинград.
1 апреля 1942 г. после сформирования передислоцировалась в район г. Воронеж, где поступила в распоряжение командира 4-го тк, находившегося в резерве Брянского фронта.
24 июня 1942 г. поступила в оперативное подчинение 21-й армии Юго-Западного фронта. 27 июля 1942 г. выведена из оперативного подчинения 21-й армии и подчинена командиру 4-го тк.
15 августа 1942 г. в составе 4-го тк бригада поступила в подчинение Сталинградского фронта.
5 декабря 1942 г. в составе 4-го тк выведена в резерв Ставки ВГК в г. Тамбов, где на основании директивы УФ/2/883 от 25.10.1942 г. переформирована в 139-й отп.
Бригадой командовали:
Ерисов, Александр Трофимович (14.09.1941 — 01.01.1942), бригадный комиссар
Лавриненко, Матвей Илларионович (01.01.1942 — 00.06.1942), полковник (снят с должности и отдан под суд ВТ, оправдан)
Жидков, Пётр Кириллович (00.06.1942 — 01.07.1942, врио), подполковник
Рабинович, Леонид Юделевич (01.07.1942 — 04.09.1942), полковник (ранен)
Адильбеков, Галий Адильбекович (19.09.1942 — 21.10.1942), подполковник (ранен, горел в танке)